# 갈라치주

주 문장

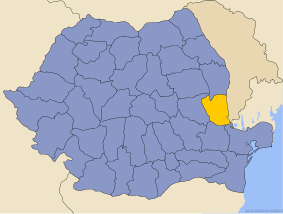
갈라치주의 위치

갈라치주(루마니아어: Judeţul Galaţi)는 루마니아 동부 몰다비아 지방에 위치한 주로, 주도는 갈라치이며 면적은 4,466 km2, 인구는 619,556명(2002년 기준), 인구 밀도는 139명/km2, ISO 3166-2 코드는 RO-GL이다. 동쪽으로는 몰도바 카훌구, 서쪽으로는 브란체아주, 북쪽으로는 바슬루이주, 남쪽으로는 브러일라주, 툴체아주와 접한다. 2개 시와 2개 마을, 61개 지방 자치체를 관할한다.
주 전체 인구 가운데 98 % 이상은 루마니아인이며 러시아인과 우크라이나인, 로마인도 거주한다. 주 동쪽에 있는 프루트강, 주 서쪽과 남서쪽에 있는 시레트강 사이에는 저지대 평원이 분포한다. 이들 강은 다뉴브강과 합류하며 남동쪽으로는 툴체아주의 경계선을 이룬다.

## 같이 보기
- 루마니아의 행정 구역